# Proboscidactyla stellata
Proboscidactyla stellata är en nässeldjursart som först beskrevs av Forbes 1846.  Proboscidactyla stellata ingår i släktet Proboscidactyla och familjen Proboscidactylidae. Det är osäkert om arten förekommer i Sverige. Inga underarter finns listade i Catalogue of Life.